# Marine marchande belge
La marine marchande belge regroupe l'ensemble de la marine marchande en Belgique. 

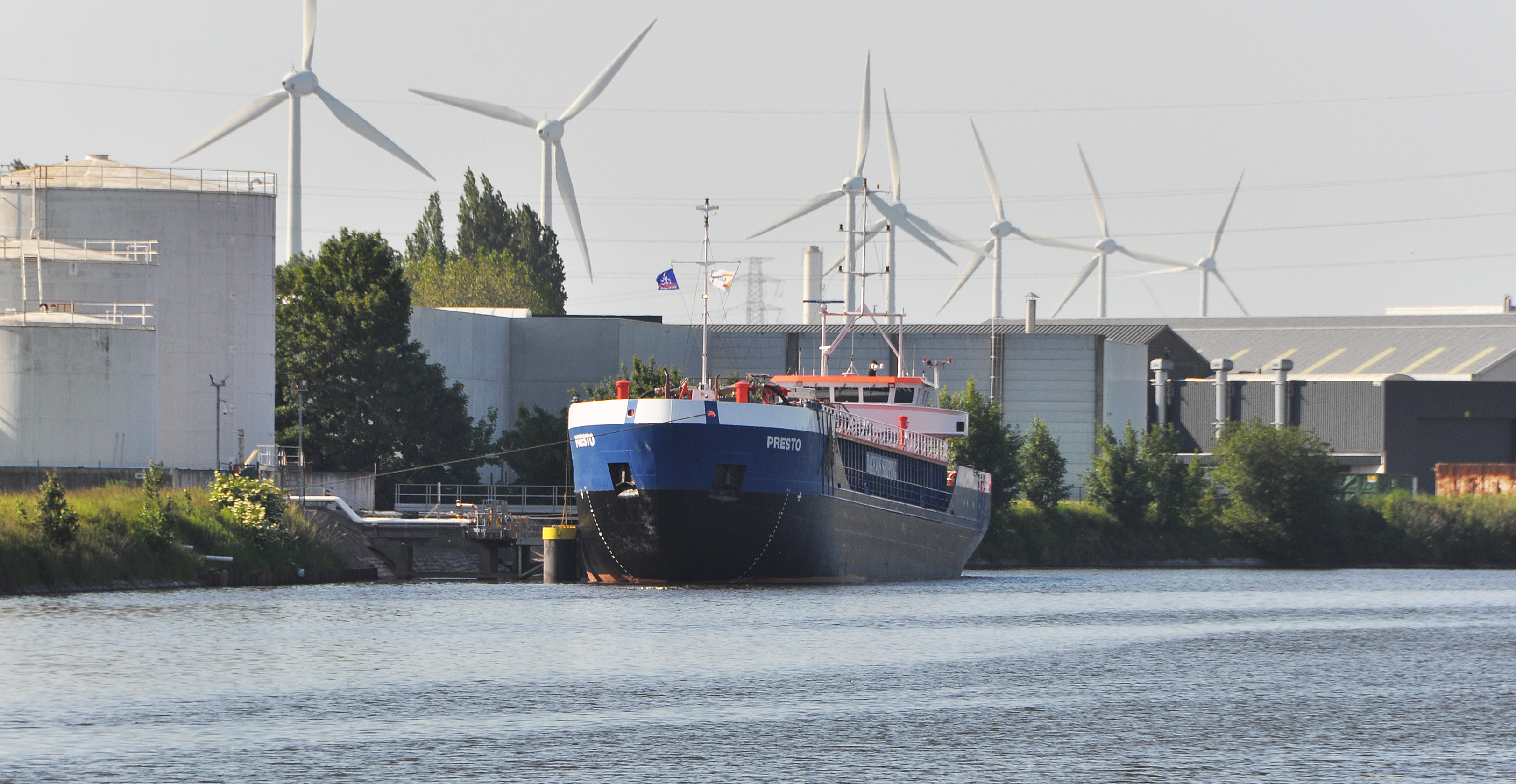
Le pétrolier belge Presto dans le port de Bruges en 2021.

## Explication
La Belgique est depuis toujours un carrefour européen pour le commerce mondial. Cela se traduit par une économie maritime intense, localisée dans le port d'Anvers (deuxième port européen derrière celui de Rotterdam, quatorzième port du monde en 2015) ainsi que dans les ports de Bruges-Zeebruges, Gand et Ostende. Celui-ci est en effet connecté via des canaux à une grande partie de l'Europe (Pays-bas, France, Allemagne).

## Flotte belge de haute mer

### Pavillon belge
Fin 2015, la marine marchande belge comptait 87 navires battant pavillon belge. On peut dénombrer parmi ceux-ci 23 vraquiers, 15 général cargo, 5 chimiquiers, 4 porte-conteneurs, 23 gaziers, 2 navires à passagers, 8 pétroliers et 7 Roll on/off (Navire roulier). 
Il faut ajouter à ces chiffres les 15 navires battant sous pavillon belge appartenant à des compagnies étrangères (7 navires Français, 4 Danois, 2 Anglais, 1 Américain et 1 Russe).

### Navires belges battants pavillons étrangers
En 2010, on dénombrait 107 navires propriétés de compagnies belges, mais battants sous des pavillons étrangers. 
Selon The World Factbook , ces pavillons sont : 26 Hongkongais, 17 Grecs, 11 Luxembourgeois, 8 Portugais, 7 Français, 7 Maltais, 7 Vincentais (de Saint-Vincent-et-les Grenadines), 6 Bahaméens, 4 Russes, 3 Chypriotes, 2 Mozambicains, 1 Nord Coréen, 1 Panaméen, 1 Singapourien, 1 Marshallais, 1 Cambodgien, 1 Libérien, 1 Gibraltarien, 1 Christophien (de Saint-Christophe-et-Niévès) et 1 Vanuatais.

## Compagnies belges
- Compagnie maritime belge (CMB)
- Exmar
- Cobelfret
- Jan de Nul